# Magistralinis kelias A18
A18 ist eine Fernstraße in Litauen. Sie bildet die Westumgehung der Stadt Šiauliai (Schaulen), verbindet die Magistralinis kelias A12 im Norden und im Süden dieser Stadt und ist ein Teil der Europastraße 77. Ihre Länge beträgt rund 17 km.